# 查克拉科查山
10°27′13″S 76°41′53″W / 10.45361°S 76.69806°W
查克拉科查山（Chacraccocha），是秘魯的山峰，位於該國中部，由瓦努科大區和利馬大區負責管轄，屬於勞拉山脈的一部分，該山峰海拔高度5,000米。